# Oštećenje podataka
Oštećenje podataka se odnosi na pogreške u računalnim podatcima koje se pojavljuju tijekom pisanja, očitavanja, snimanja, prijenosa ili obrade podataka, a kojima se uvede neželjene promjene u izvornim podatcima. Računalno snimanje i prijenosni sustavi rabe mjere radi očuvanja podatkovnog integriteta ili da se ne bi pojavljivale grješke. 

### Rješenja
- ZFS
- HAMMER
- Btrfs
- Parchive
- ECC

## Vanjske poveznice
- Vraćanje oštećene sustavske datoteke[neaktivna poveznica]